# Пузняківці
Пузнякі́вці — село в Кольчинській селищній громаді Мукачівського району Закарпатської області України.

## Походження назви
Щодо назви села існують дві легенди. В одній з них пояснюється так, що одним із першозасновників була родина, що носила прізвище Поздняки, які рятуючись від переслідувань монголо-татар знайшли своє «пристанище на горбі».
Друга легенда дає пояснення назви села відносно його природно-кліматичних умов і географічного розташування, тобто пізніше (пузніше) розпочинається прихід весни, а отже і пізніше починаються роботи на полях, пізніше засівають і пізніше збирають урожай.

## Історія
Уперше село Пузняківці згадується в історичних джерелах за 1600 рік. Належало воно до Мукачівської долини — володіння князівського роду Ракоці. В цей час село мало назву «Сорвошрийт», що в перекладі з угорської означало Оленяча Поляна, так як на місці села була величезна поляна, де часто паслися олені, а князі роду Ракоці приходили туди на полювання.
З 1728 року село згадується як «Пузнякдорф» Шенборнівської долини і є володіннями графів Шенборнів.
Пізніше в 1775 році з верхньо-австрійського Зальцкамергута на територію Закарпаття пересилялись великі колонії австрійців- переселенців. Велика колонія німців-австрійців поселилась і в цьому селі. Першими серед них були Пензештадлери, Штайнери, Гунгредери. Тут вони працювали на лісозаготівлях. На початку 19 ст., коли німецька община стала більш-менш заможною в с. Пузняківці була організована перша недільна німецька школа. Культурно- просвітницьку роботу тут проводив Йозеф Пензештадлер, покоління якого проживає і зараз на території села Пузняківці.
З приходом Радянської владипочались репресії щодо німців і багато їх було виселено в Сибір та Казахстан.
На даний час в с. Пузняківці проживає 29 німців.
Церква Різдва пр. богородиці. 1943.
храм Різдва пр. Богородиці. 1943.
У XVII ст. парохія була в сусідньому Грабові, але в селі був священик Михайло Пузняк. Спустошену церкву і фару вперше згадують 1699 р.
У 1733 р. згадано про дерев'яну церкву св. Михайла з двома дзвонами. У 1797 р. знову є згадка про дерев'яну церкву. У середині XIX ст. сюди перевезли церкву з села Тур'я Поляна, і вона стояла в Пузняковцях до початку 1950-х років, коли її розібрали під тиском місцевих «активістів». Залишилися з неї ікони апостолів.
Нинішню дерев'яну церкву розмірами 21,5 м на 7,8 м збудовано в 1940—1943 р. Організував будівництво та збір коштів священик Копчай, а будували церкву місцеві майстри Петро Русин, Іван Касинець, Степан Касинець, Федір Ломпарт та Іван Діянич з Туря-Бистрого.
На будівництво потрібно було 8000 пенґів. Оскільки село не могло зібрати таких грошей, то священик розіслав у різні місця 3500 листів з проханням про допомогу й отримав 600 відповідей і 2500 пенґів. Престол, виготовлений 1846 p., було подаровано з каплиці ужгородського катедрального храму, де в 1942 р. встановили новий престол. Хоча церква дерев'яна, однак характерних рис давніх храмів не має. Споруда досить пропорційна. Барокове завершення збалансоване по висоті і гарно «посаджене» на низьку широку башту, вівтарний зруб вирішено в формі апсиди.
Коло церкви стоїть дерев'яна дзвіниця каркасної конструкції. Дахи обох споруд оббито бляхою. На дзвіниці — чотири дзвони. Найменший відлито на замовлення єпископа Сатмарського Леврінца в 1876 р. Інші датовано 1875, 1925 та 1926 роками. За 1994—1996 роки поряд з дерев'яною вимуровано нову цегляну церкву.

## Туристичні місця
- храм Різдва пр. Богородиці. 1943.
- лісові печери
- Чорний ліс

## Населення
Згідно з переписом УРСР 1989 року чисельність наявного населення села становила 571 особа, з яких 265 чоловіків та 306 жінок.
За переписом населення України 2001 року в селі мешкало 538 осіб.

### Мова
Розподіл населення за рідною мовою за даними перепису 2001 року:
| Мова       | Відсоток |
| ---------- | -------- |
| українська | 98,51 %  |
| російська  | 1,49 %   |